# Lipovu de Sus, Dolj
Lipovu de Sus este un sat în comuna Lipovu din județul Dolj, Oltenia, România. Cod poștal: 207.355.
Satul Lipovu (nu Lipovu de Sus) este atestat la 4 octombrie 1569 într-un document unde se menționează:
"Din mila lui Dumnezeu, Io Alexandru Voievod și Domn a toată țara Ungrovlahiei, fiul marelui și preabunului Mircea Voievod dă domnia mea această poruncă a domniei mele cinstitului și primului sfetnic al domniei mele, Dobromir, mare ban al Craiovei, ca să-i fie ocină la Lipovu..."
Locul acestui mic cătun se afla pe Valea Teiului, toponim care se păstrează și astăzi în pădurea Radovanului. Iorgu Iordan, în "Toponimia românească", consideră că localitățile cu numele Lipovu, Lipovăț, Lipova etc. provin de la slavonul lipa (tei). Alte versiuni cum ar fi proveniența din Filipov sau din lipan (brusture) nu sunt argumentate.
Documentul citat mai sus precizează că Dobromir a dat această ocină mânăstirii Lipovu. De-a lungul a peste 150 de ani însemnările cercetate fac referire la această mănăstire și la terenurile concentrate în jurul ei. Necunoscându-se când și de către cine a fost edificată mânăstirea, atât Dobromir, cât și fratele său Calotă (cunoscut și sub numele de banul Calotă de Lipovu), au fost considerați ctitorii acestei mânăstiri. Dragomir, mare vornic în divanul lui Matei Basarab, a edificat și el o altă mânăstire fiind, asemănător, considerat ctitor.